# Ayagawa (Kagawa)
Ayagawa (綾川町 Ayagawa-chō?) es un pueblo localizado en la prefectura de Kagawa, Japón. En octubre de 2019 tenía una población estimada de 22.949 habitantes y una densidad de población de 209 personas por km². Su área total es de 109,75 km².

## Geografía

### Localidades circundantes
- Prefectura de Kagawa
  - Mannō
  - Marugame
  - Sakaide
  - Takamatsu

## Demografía
Según los datos del censo japonés, esta es la población de Ayagawa en los últimos años.
| 1995   | 2000   | 2005   | 2010   | 2015   |
| ------ | ------ | ------ | ------ | ------ |
| 25,421 | 26,205 | 25,628 | 24,625 | 23,610 |